# Appaleptoneta silvicultrix
Appaleptoneta silvicultrix là một loài nhện trong họ Leptonetidae.
Loài này thuộc chi Appaleptoneta. Appaleptoneta silvicultrix được miêu tả năm 1925 bởi Crosby & Bishop.